# EMTU
Підприємства міського транспорту (порт. Empresas Metropolitanas de Transportes Urbanos, EMTU) — федеральне транспортне підприємство, засноване в місті Сан-Паулу в 1970 році, що обслуговує агломерацію Великий Сан-Паулу, Бразилія, контролюючи всі підприємства публічного транспорту. Зараз, проте, EMTU найчастіше посилається на автобусну систему міста Сан-Паулу та його околиць.
| Бразилія | Це незавершена стаття з географії Бразилії. Ви можете допомогти проєкту, виправивши або дописавши її. |